# علم الشجر

شكل الورقة هو الوسيلة الأكثر شيوعاً لتحديد عمر الشجرة

علم الشجر ((بالإغريقية: δένδρον)‏، غصن، "شجر"؛ و(بالإغريقية: -λογία)‏،-logia، علم أو دراسة) أو xylology ((بالإغريقية: ξύλον)‏،ksulon، "خشب") هو علم ودراسة النباتات الشجرية بما في ذلك الأشجار والشجيرات والنباتات المتسلقة. لا توجد حدود واضحة بين التصنيف النباتي وعلم الشجر. لكن، النباتات الخشبية لا تنتمي إلى العديد من العائلات النباتية المختلفة فحسب، بل قد تتكون هذه الانواع من أنواع خشبية وغير خشبية. وتشمل بعض العائلات عدداً قليلاً من الأنواع الخشبية. وهذا يحد كثيرا من فائدة وجود علم دقيق لدراسة الأشجار. يميل علم الشجر إلى التركيز على النباتات الخشبية المفيدة اقتصادياً، وتحديد نوعيتها والبستنة أو زراعة الغابات.

## علاقة علم الشجر بعلم النبات
كثيرا ما يخلط بين علم الشجر وعلم النبات. ومع ذلك، فإن علم النبات يختص بدراسة جميع أنواع النباتات عامةً، في حين أن دراسات علم الشجر تختص بالأشجار فقط. يمكن اعتبار علم الشجر في علم النبات والتي تتخصص في النباتات الشجرية.

## روابط خارجية
- Iowa State - Dendrology
- Forest Biology and Dendrology Educational Sites at Virginia Tech
- Dendrology information and other tree identification resources